# Лењинов тестамент
Лењинов тестамент је документ који је диктирао Владимир Лењин крајем 1922. и почетком 1923. године. У тестаменту, Лењин је предложио промене у структури совјетских органа управљања. Осећајући своју скору смрт, критиковао је и бољшевичке вође Зиновјева, Камењева, Троцког, Бухарина, Пјатакова и Стаљина. Упозорио је на могућност да дође до раскола у партијском руководству између Троцког и Стаљина ако се не предузму одговарајуће мере да се то спречи. У пост-скриптуму је такође предложио да Јосиф Стаљин буде смењен са функције генералног секретара Централног комитета Руске комунистичке партије.

## Позадина
Лењин је био озбиљно болестан у другој половини 1921, патио је од хиперакузије, несанице и редовних главобоља. На инсистирање Политбироа, у јулу је напустио Москву на месец дана и боравио је у својој вили Горки, где су о њему бринуле супруга и сестра. Лењин је почео да размишља о могућности самоубиства, тражећи и од Крупске и од Стаљина да набаве калијум-цијанид за њега. Двадесет шест лекара је ангажовано да помогну Лењину током његових последњих година; многи од њих су били странци и били су ангажовани уз велике трошкове. Неки су сугерисали да је његова болест могла бити узрокована оксидацијом метала од метака који су остали у његовом телу из покушаја атентата 1918; априла 1922. подвргнут хируршкој операцији њиховог уклањања. Симптоми су се наставили након овога, а Лењинови доктори нису били сигурни у узрок; неки су сугерисали да има неурастенију или церебралну артеросклерозу. У мају 1922. имао је први мождани удар, привремено је изгубио способност говора и био је парализован на десној страни. Опорављао се у Горком, и углавном се опоравио до јула. У октобру се вратио у Москву; децембра је имао други мождани удар и вратио се у Горки.
У Лењиновом одсуству, Стаљин је почео да консолидује своју моћ и постављањем својих присталица на истакнуте положаје и неговањем имиџа о себи као о Лењиновом најближем интимном и заслуженом наследнику. У децембру 1922. Стаљин је преузео одговорност за Лењинову терапију, а Политбиро му је дао задатак да контролише ко има приступ њему. Лењин је све више критиковао Стаљина; док је Лењин инсистирао да држава задржи свој монопол на међународну трговину средином 1922, Стаљин је предводио друге бољшевике да се томе безуспешно супротстављају. Било је и личних расправа између њих двојице; Стаљин је узнемирио Крупску вичући на њу током телефонског разговора, што је заузврат веома разбеснело Лењина, који је Стаљину послао писмо у коме је изразио своју озлојеђеност.
У октобру 1922. Лењин је предложио да Троцки постане први заменик председника Савета народних комесара на састанку Централног комитета, али је Троцки одбио ту позицију. Ово је протумачено као доказ да је Лењин одредио Троцког за наследника на месту шефа владе. Током децембра 1922. и јануара 1923. Лењин је диктирао „Лењинов тестамент“, у коме је говорио о личним квалитетима својих другова, посебно Троцког и Стаљина.

## Историја документа
Лењин је желео да тестамент буде прочитан на 12. партијском конгресу Комунистичке партије Совјетског Савеза, који ће бити одржан у априлу 1923. Документ је првобитно диктиран Лењиновом личном секретару Лидији Фотијевој. Међутим, након Лењиновог трећег можданог удара у марту 1923. који га је оставио парализованим и неспособним да говори, његова супруга Надежда Крупска је држала тестамент у тајности у нади да ће се Лењин коначно опоравити. Поседовала је четири примерка, док је Марија Уљанова, Лењинова сестра, имала један. Тек након Лењинове смрти, 21. јануара 1924, предала је документ Секретаријату Централног комитета Комунистичке партије и затражила да се стави на располагање делегатима 13. партијског конгреса у мају 1924.
Уређена верзија тестамента штампана је децембра 1927. у ограниченом издању доступном делегатима 15. партијског конгреса. Разлог за ширу доступност тестамента поткопао је консензус унутар партијског руководства да се не може јавно штампати јер би наштетило партији у целини.
Текст тестамента и чињеница о његовом прикривању убрзо су постали познати на Западу, посебно након што је околности око контроверзе описао Макс Истман у делу Откако је Лењин умро (1925). Комплетан енглески текст Лењиновог тестамента објављен је у оквиру Истманобог чланка који се појавио у The New York Times-у 1926. године. Као одговор на Истманов чланак, Троцки је тврдњу да је Централни комитет сакрио тестамент описао као „чисту клевету“. Троцки је такође одбацио карактеризацију документа као „воље“, описујући документ као једно од Лењинових писама које даје савете о организационим питањима.
Историчар Стивен Коткин је тврдио да су докази за Лењиново ауторство тестамента слаби и сугерисао је да је тестамент могла да створи Крупска. Међутим, други историчари, укључујући Е.Х. Кара, Исака Дојчера, Дмитрија Волкогонова, Вадима Роговина и Олега Хлевњука, прихватили су тестамент као оригиналан а Коткинов аргумент је посебно одбацио Ричард Пајпс.

### Сродни документи
Овај термин не треба мешати са „Лењиновим политичким тестаментом“, термином који се у лењинизму користи за означавање скупа писама и чланака које је диктирао Лењин током своје болести о томе како наставити изградњу совјетске државе. Традиционално, укључује следеће радове:
- Писмо Конгресу, "Письмо к съезду"
- О додељивању законодавних функција Госплану, "О придании законодательных функций Госплану"
- „Питање националности“ или о „аутономизацији“, „К 'вопросу о национальностях' или об 'автономизации' "
- Странице из Дневника, "Странички из дневника"
- О сарадњи, "О кооперации"
- О нашој револуцији, "О нашей революции"
- Како ћемо реорганизовати Рабкрин, "Как нам реорганизовать Рабкрин"
- Боље мање али боље, "Лучше меньше, да лучше"

## Политички утицај и последице

### Краткорочни
Лењинов тестамент представљао је владајући тријумвират или тројку (Јозиф Стаљин, Григориј Зиновјев и Лав Камењев) са непријатном дилемом. С једне стране, они би више волели да потисну тестамент јер је био критичан према њима тројици, као и према њиховом савезнику Николају Бухарину и њиховим противницима, Лаву Троцком и Георгију Пјатакову. Иако су Лењинови коментари били штетни за све комунистичке вође, Јосиф Стаљин је највише изгубио, јер је једини практични предлог у тестаменту био да се он смени са места генералног секретара Централног комитета партије.
С друге стране, руководство се није усуђивало да иде директно против Лењинових жеља тако брзо након његове смрти, посебно када је његова удовица инсистирала на томе да се оне изврше. Руководство је такође било усред фракцијске борбе за контролу над Партијом, при чему су владајућа фракција биле лабаве савезничке групе које би се ускоро разишле, што би отежало прикривање.
Коначни компромис који је тријумвират предложио на Савету старешина 13. конгреса након што је Камењев прочитао текст документа био је да се Лењинов тестамент стави на располагање делегатима под следећим условима (први пут јавно објављен у брошури Троцког објављеној 1934. и потврђено документима објављеним током и након гласности):
- Тестамент би читали представници партијског врха свакој регионалној делегацији посебно.
- Прављење белешки не би било дозвољено.
- Тестамент се не би помињао током пленарног састанка Конгреса.

Предлог је усвојен већином гласова, уз приговоре Крупске. Као резултат тога, тестамент није имао ефекат каквом се Лењин надао, а Стаљин је задржао своју позицију генералног секретара, уз значајну помоћ Александра Петровича Смирнова, тадашњег народног комесара пољопривреде.

### Дугорочни
Неуспех да се документ учини доступнијим унутар партије остао је предмет спора током борбе између леве опозиције и фракције Стаљин-Бухарин од 1924. до 1927. године. Под притиском опозиције, Стаљин је морао поново да прочита тестамент на седници Централног комитета јула 1926. године.
Лењинова забринутост због Стаљиновог оштрог вођства и раскола између Троцког и Стаљина касније је потврђена, а Троцког је протерао из Совјетског Савеза Политбиро у фебруару 1929. године. Остатак живота провео је у егзилу, пишући и бавећи се отвореном критиком стаљинизма. Године 1938. Троцки и његове присталице основали су Четврту интернационалу као опозицију Стаљиновој Коминтерни. Након што је преживео вишеструке покушаје убиства, Троцког је у августу 1940. у Мексико Ситију убио Рамон Меркадер, агент совјетског НКВД-а. Цензурисан из совјетских историјских књига под Стаљином, Троцки је био један од ретких Стаљинових ривала кога нису рехабилитовали ни Никита Хрушчов ни Михаил Горбачов. Рехабилитацију Троцког је извршила Руска Федерација у јуну 2001. године.
Од времена када је Стаљин учврстио своју позицију неупитног вође Комунистичке партије и Совјетског Савеза, крајем 1920-их, свако позивање на Лењинов тестамент сматрало се антисовјетском агитацијом и као такво кажњиво. Порицање постојања Лењиновог тестамента остало је један од камена темељаца историографије у Совјетском Савезу све до Стаљинове смрти 5. марта 1953. године. После дела Никите Хрушчова О култу личности и његовим последицама, на 20. конгресу Комунистичке партије, 1956. године, документ је коначно званично објавила совјетска влада.